# Mikstat
Mikstat (deutsch Mixstadt, älter auch Michelstadt) ist eine Stadt in Polen. Sie ist Sitz der gleichnamigen Stadt-und-Land-Gemeinde mit 5990 Einwohnern (Stand 31. Dezember 2020).
Mikstat liegt 17 km südöstlich von Ostrów Wielkopolski. In der Nähe von Mikstat befindet sich die Sendeanlage RTCN Mikstat für UKW und TV mit einem 273 Meter hohen Antennenträger. (Lage)

## Geschichte

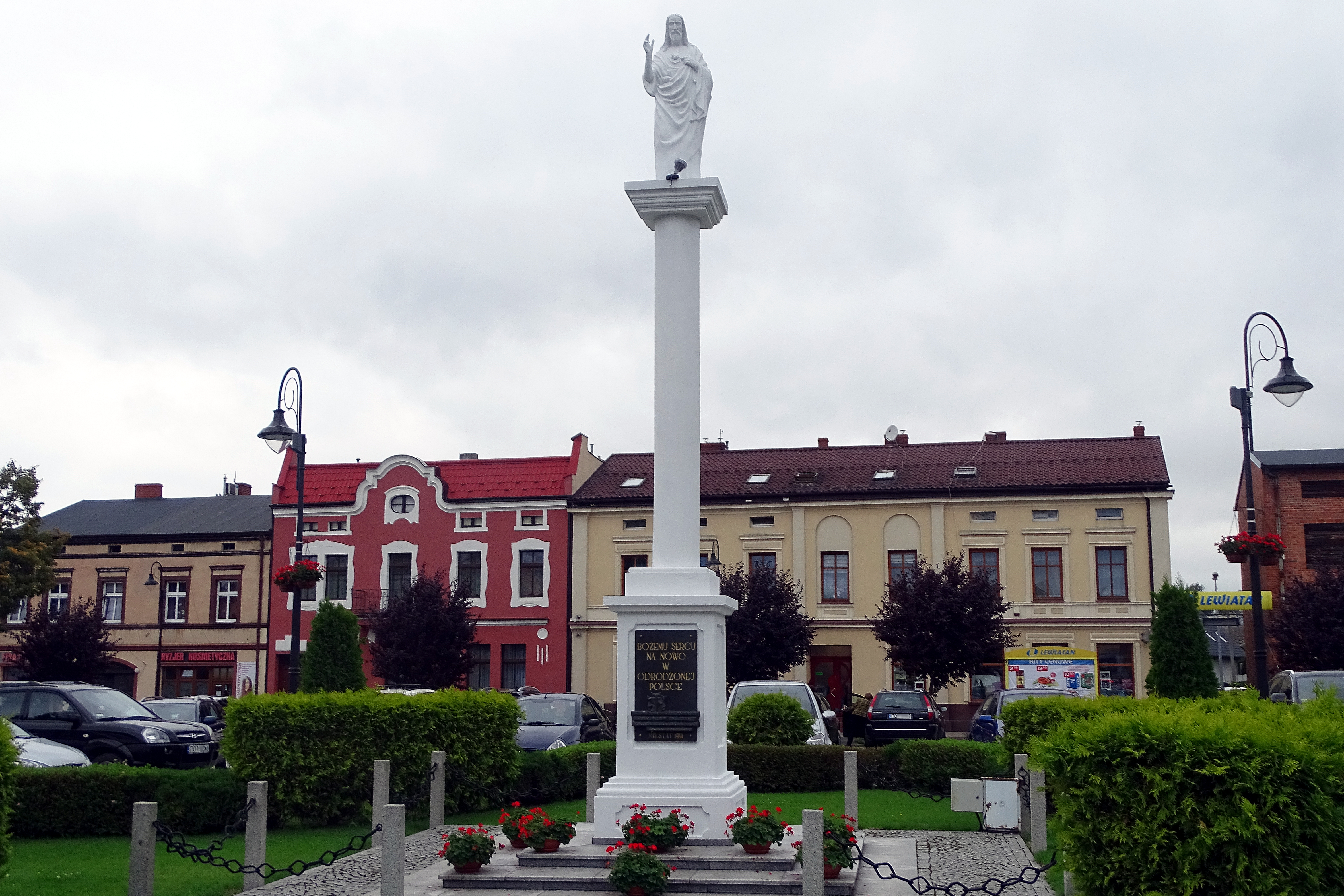
Marktplatz

Vor der Gründung der Stadt war das im Norden benachbarte Dorf Kotłów der wichtigste Ort in der Umgebung. 1366 wurde die Stadt im Weluner Land unter zwei Namen in civitate Comorow in Theutonico Mixstad erstmals erwähnt. Die von Deutschen gegründete Stadt Mikstat, früher auch Miksztat, mittelhochdeutsch Mīkstat oder Mītstat, erhielt den Namen am wahrscheinlichsten nach dem polnischen Dorf Komorów (der Personenname Komar bezeichnete im Polnischen auch eine Mücke) oder von der Basis Miete-Stat.
Politisch gehörte der Ort der Woiwodschaft Sieradz im Königreich Polen (ab 1569 in der Adelsrepublik Polen-Litauen).
Nach der zweiten Teilung Polens von 1793 gehörte die Stadt bis 1807 zu Südpreußen, später zur Provinz Posen. Nach dem Ende des Ersten Weltkriegs kam Mikstat zu Polen, Woiwodschaft Posen.
Die Synagoge wurde 1905 errichtet und 1939 von den deutschen Besatzern zerstört.

## Gemeinde
Zur Stadt-und-Land-Gemeinde (gmina miejsko-wiejska) Mikstat gehören die Stadt selbst und sieben Dörfer mit Schulzenämtern.